# Alfonso IV av León
Alfonso IV av León, kallad el Monje, ”munken” (född circa 899 i Ruiforco de Torío, död augusti 933, var kung av León mellan åren 926 och 931 och son till kung Ordoño II av León och drottningen Elvira Menéndez.
Han kröntes i staden León år 926 och avsade sig tronen 931 efter att hans hustru, drottning Onneca Sánchez de Pamplona, hade avlidit. Hon var dotter till kung Sancho I av Pamplona och drottning Toda av Pamplona. Efter sin abdikering bekände han sig som religiös i Sahagún-klostret, även om han försökte återta den leonesiska tronen med hjälp av några av sina släktingar. Hans bror, Ramiro II, som redan regerade i hans ställe, tillfångatog honom och beordrade honom att förblindas tillsammans med andra personer som Alfonso Fróilaz, som också hade varit kung av León och hade hjälpt Alfonso IV att försöka få tillbaka kronan. Efter att ha blivit förblindade fördes alla till klostret Ruiforco de Torío, där Alfonso IV stannade till sin död år 933.